# Chilobrachys natanicharum
Espèce
Chilobrachys natanicharum est une espèce d'araignées mygalomorphes de la famille des Theraphosidae.

## Distribution
Cette espèce est endémique de la province de Phang Nga en Thaïlande,. Elle se rencontre dans l'amphoe Takua Pa.

## Description
Le mâle holotype mesure 38,51 mm, le mâle paratype 55,75 mm et les femelles paratypes 56,78 mm et 67,55 mm.

## Systématique et taxinomie
Cette espèce a été décrite par Chomphuphuang, Sippawat, Sriranan, Piyatrakulchai et Songsangchote en 2023.

## Publication originale
- Chomphuphuang, Sippawat, Sriranan, Piyatrakulchai & Songsangchote, 2023 : « A new electric-blue tarantula species of the genus Chilobrachys Karsh [sic], 1892 from Thailand (Araneae, Mygalomorphae, Theraphosidae). » ZooKeys, vol. 1180, p. 105-128 (texte intégral).